# 新安郡

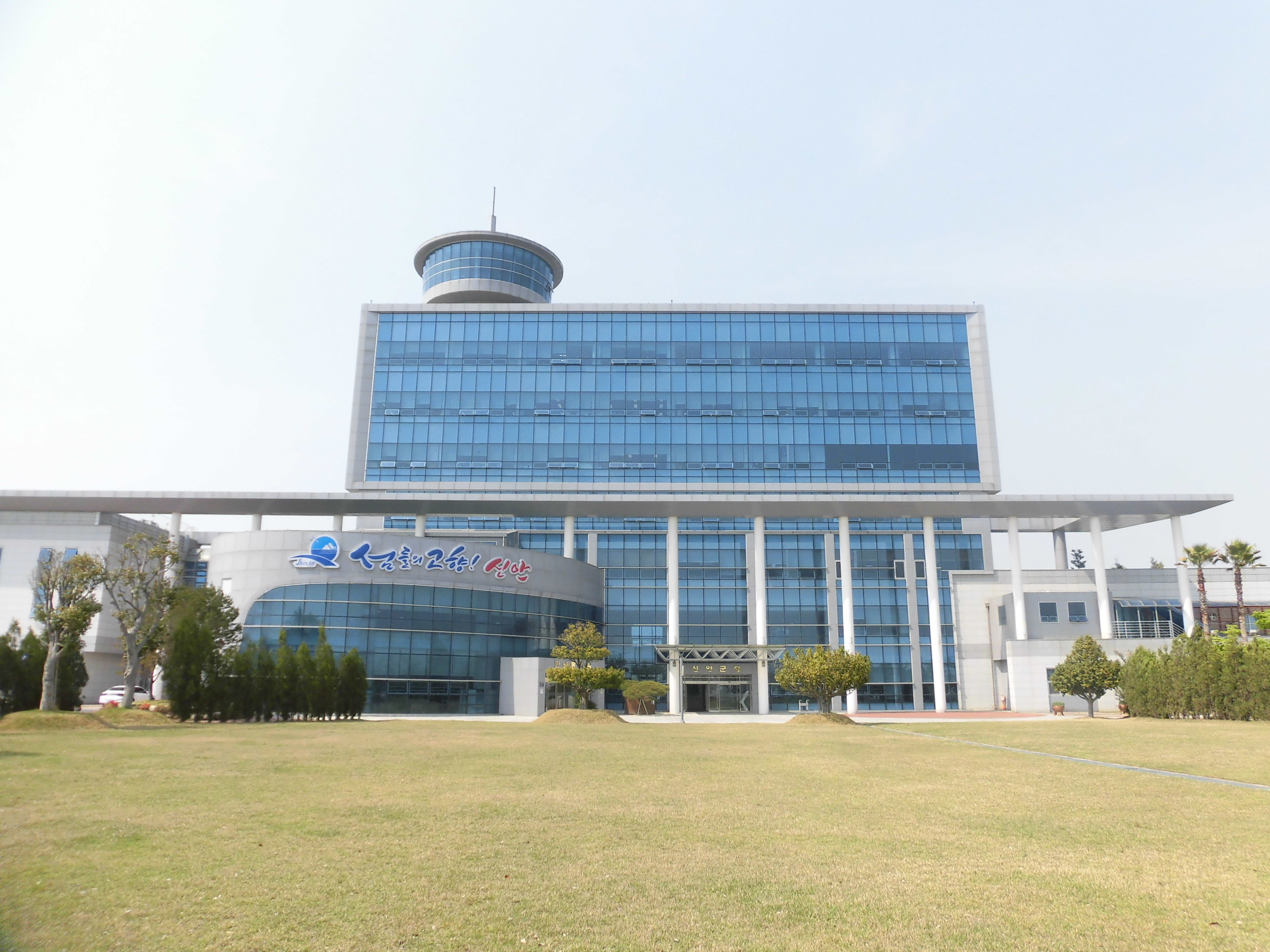
押海島にある新安郡庁

新安郡（シナンぐん）は、大韓民国全羅南道西部の黄海上に浮かぶ島嶼からなる郡。
この項目では、かつてほぼ同じ区域に存在した智島郡についても述べる。

## 地理
朝鮮半島の西南海上にある1004の島（有人島72、無人島932）から構成される。東に務安郡・木浦市・霊岩郡・海南郡と接し、南には珍島郡がある。黄海海上の大黒山島や可居島（小黒山島）などの離島も郡域としている。曽島は韓国最大級の塩田、および広大な干潟があることで有名で、生態系が保存されている。
新安郡の多島海は2009年にユネスコの生物圏保護区に登録され、長島の高層湿地と曽島の干潟の2カ所はラムサール条約登録地である。郡内の植生は多様で、温帯常緑広葉樹林、常緑針葉樹林および海岸砂丘、干潟の植生がある。常緑広葉樹林の優占種はツブラジイ、モクレン属とツバキ属の種で、常緑針葉樹林の優占種はクロマツである。草本植物も多く、常緑広葉樹林にはヤブコウジ、キヅタ、ハリギリ、砂丘にはケカモノハシ、オニシバ、ハマゴウ、ハマヒルガオ、スナビキソウ、コウボウムギ、ヨシ、干潟にはヨシと塩生植物がそれぞれ生えている。動物相も多様で、針葉樹林と海岸砂丘にはアオスジアゲハ、クロアゲハなどの昆虫、珪藻とプランクトンが豊富な干潟には多くの貝類と無脊椎動物、干潟と湿地にはムツゴロウ、トビハゼなどの魚類、カラシラサギ、トモエガモ、ホウロクシギ、ヘラサギ、ウチヤマセンニュウ、ハヤブサなどの鳥類、ユーラシアカワウソなどの哺乳類が生息している。

## 歴史
多島海と称されるこの付近の海は東アジア地域の海上交易の舞台となった。14世紀に中国（元）の寧波から日本の博多に向かう途中、道徳島（現・曽島面所属）沖で遭難・沈没した大型交易船が1976年に発掘されている。新安沈没船と言われるこの船からの発掘物は、船舶史・中世交易史をたどる上で貴重な資料となっている。
1969年、務安郡から分離して新安郡となった。

### 年表
- 百済時代 - 阿次山郡・居之山県・古緑只県などに属す。
- 新羅時代 - 圧海郡所属の碣島県・安波県・塩海県となる。
- 高麗時代 - 羅州牧所属の長山県・六昌県・臨淄県・圧海県となる。
- 朝鮮王朝時代 - 羅州牧・光州牧・珍島郡・霊光郡・海南県に分属する。

### 智島郡
- 1896年2月3日 - 務安郡・羅州郡・霊光郡・扶安郡・萬頃郡それぞれの島嶼部の区域を持って全州府智島郡が発足。同年の8月4日に二十三府制が廃止され全羅南道智島郡となる。（16面）

郡内面、蝉島面、沙玉面、押海面、荏子面、慈恩面、黒山面、荷衣面、長山面、安昌面、箕佐面、者羅面、岩泰面、落月面、蝟島面、古群山面
- 1897年 - 莞島郡飛禽面・都草面を編入。
- 1903年 - 都草面・安昌面・箕佐面を珍島郡に移管。[5]
- 1914年4月1日 - 古群山面を全羅北道沃溝郡に、蝟島面と落月面を霊光郡にそれぞれ移管し、残部は務安郡に編入され廃止。これと合わせ珍島郡都草面・安昌面・箕佐面および莞島郡八禽面が務安郡に編入された。

### 新安郡
- 1969年1月1日 - 務安郡智島面・荏子面・慈恩面・飛禽面・都草面・黒山面・荷衣面・長山面・安佐面・岩泰面・押海面の区域をもって新安郡を編成。[6]郡の名前である新安は「新しい務安」の意味。（11面）
- 1980年12月1日 - 智島面が智島邑に昇格。[7]（1邑10面）
- 1983年2月15日（1邑13面）
  - 智島邑の一部を曽島面として分離。
  - 荷衣面上下台島出張所を新衣面に昇格・改称。
  - 安佐面の一部を八禽面として分離。
  - 珍島郡鳥島面晩才島里が黒山面に編入。
  - 珍島郡鳥島面高平沙島里が新衣面に編入。
- 1990年8月1日 - 長山面の一部（小楮島・斫刀島・松島・骨島・戯魚島）が珍島郡珍島邑に編入。（1邑13面）
- 2011年4月25日 - 新安郡庁が木浦市木原洞から新安郡押海面に移転。
- 2012年1月1日 - 押海面が押海邑に昇格。（2邑12面）

## 行政

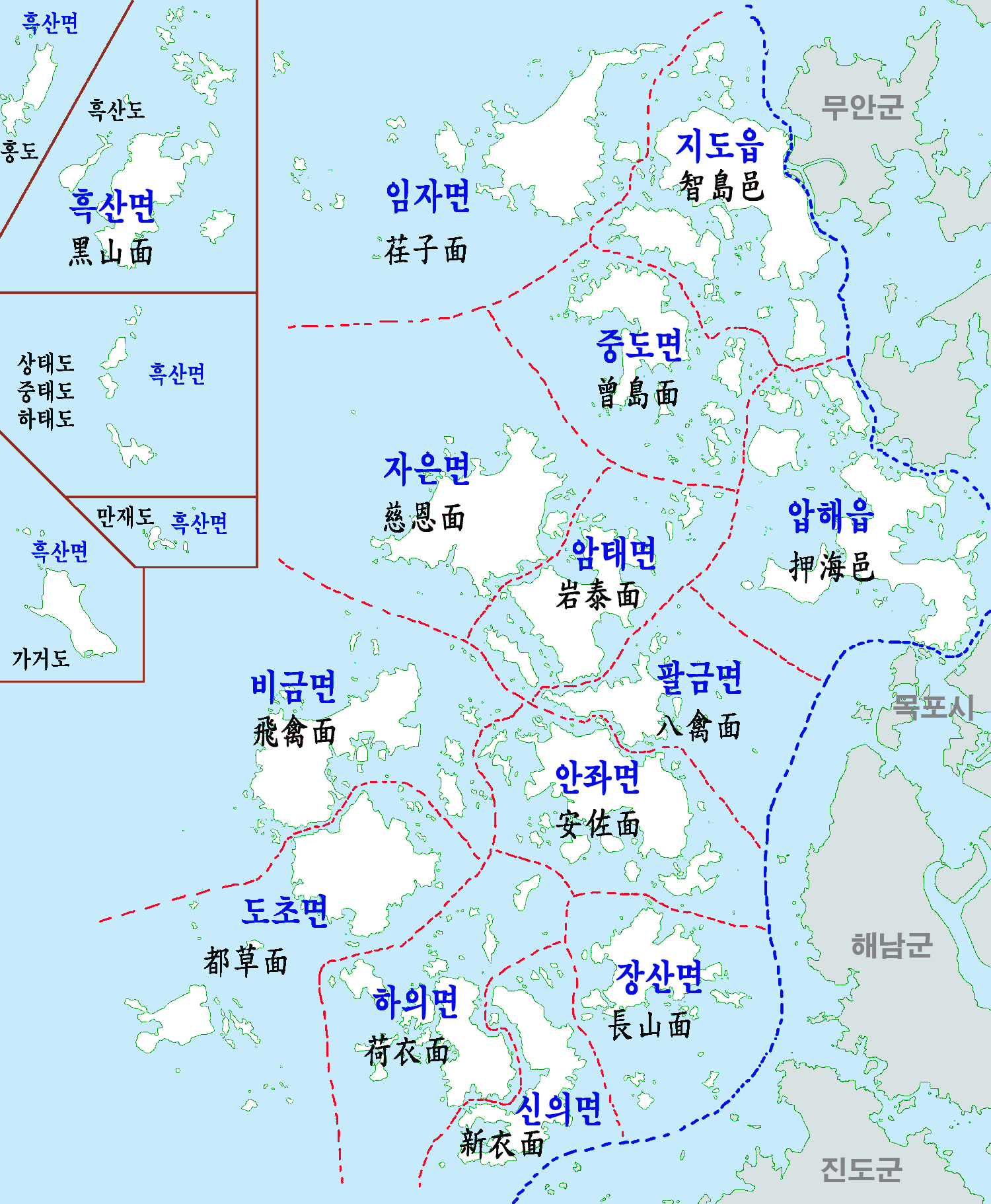
行政区域図

2邑12面から構成される。郡庁舎はかつては木浦市に置かれていたが、2011年4月25日に押海邑へ移転した。郡守は朴禹良（박우량）。
| 邑・面 | 法定里 |
| ------ | --- |
| 智島邑 | 甘井里、広井里、内楊里、堂村里、鳳里、蝉島里、於義里、邑内里、自東里、灘洞里、台川里 |
| 押海邑 | 佳蘭里、駕龍里、古耳里、大川里、東西里、梅花里、伏龍里、盆梅里、宋孔里、新龍里、新庄里、長甘里、鶴橋里                                                                                               |
| 曽島面 | 大棗里、防築里、屏風里、羽田里、曽東里 |
| 荏子面 | 光山里、大機里、道賛里、三頭里、水島里、二黒岩里、在遠里、鎮里 |
| 慈恩面 | 古場里、旧営里、大栗里、綿田里、白山里、松山里、鍮脚里、柳川里、閑雲里 |
| 岩泰面 | 基洞里、短庫里、唐沙里、道昌里、松谷里、水谷里、新石里、五相里、瓦村里 |
| 長山面 | 公需里、多水里、大里、道昌里、馬津島里、五音里、彭津里 |
| 荷衣面 | 陵山里、大里、於隠里、五林里、玉島里、熊谷里、後広里 |
| 新衣面 | 高平沙島里、上台東里、上台西里、下台東里、下台西里 |
| 飛禽面 | 佳山里、古西里、光大里、旧林里、内月里、徳山里、道古里、水大里、水雉里、新元里、龍沼里、竹林里、池堂里                                                                                               |
| 黒山面 | 比里、沙里、深里、曳里、鎮里、可居島里、多物島里、晩才島里、水里、永山里、梧里、苔島里、紅島里 |
| 安佐面 | 旧垈里、琴山里、南江里、内湖里、大里、大芋里、大尺里、馬鳴里、馬津里、朴只里、半月里、方月里、伏虎里、山斗里、所谷里、柿西里、新村里、如屹里、邑洞里、者羅里、存浦里、唱馬里、炭洞里、閑雲里、香木里 |
| 八禽面 | 唐古里、大深里、元山里、邑里、梨木里、長村里、真古里 |
| 都草面 | 古蘭里、万年里、発梅里、水多里、水項里、五柳里、外南里、牛耳島里、二谷里、竹連里、指南里 |

### 警察
- 木浦警察署
  - 黒山派出所
  - 荷衣派出所
  - 安佐派出所
  - 八禽派出所
  - 智島派出所
  - 押海派出所
  - 飛禽派出所
  - 都草派出所
  - 長山派出所
  - 荏子派出所
  - 慈恩派出所
  - 可居派出所
  - 岩泰派出所
  - 曽島派出所
  - 新衣派出所

### 消防
- 木浦消防署
  - 智島119安全センター

## 交通
木浦市などから船便がある。いくつかの島は橋で結ばれている。

## 観光
- 多島海海上国立公園
- 黒山島・紅島（朝鮮語版）（黒山諸島）
- 長島湿地 - ラムサール条約登録湿地（韓国のラムサール条約登録地一覧参照）

## 施設
- 荷衣塩の展示館
- 荷衣三島農民運動記念館

## 姉妹都市
大韓民国内
- 慶尚北道慶山市
  - 1998年9月15日　姉妹結縁
- ソウル特別市江南区
  - 1999年11月9日　姉妹結縁、2005年3月8日　文化交流協約締結
- ソウル特別市麻浦区
  - 2005年4月18日　姉妹結縁

大韓民国外
- 盤錦市大窪区（中華人民共和国遼寧省）
  - 2004年9月7日　友好交流協議書交換
- グランベリー（アメリカ合衆国テキサス州フッド郡） en:Granbury, Texas
  - 2006年1月4日　国際姉妹結縁協定締結

## 出身者
- 金大中 - 第15代大統領、荷衣島（荷衣面後広里）出身。
- 李世乭 - 囲碁棋士、飛禽島（飛禽面道古里）出身。
- 劉沃祐 - 政治家、飛禽島出身。
- 千正培 - 政治家、岩泰島出身。
- 金煥基 - 洋画家、安佐島出身。
- キム・ジヌ - 歌手、荏子島出身。